# Taejo de Joseon
Taejo de Joseon (n. 11 octombrie 1335, Hamhung, RPDC – d. 24 mai 1408, Seul, Dinastia Joseon), al cărui nume schimbat este Yi Dan, a fost fondatorul și primul rege al dinastiei Joseon din Coreea. A domnit din 1392 până în 1398 și a fost figura principală în răsturnarea dinastiei Goryeo. El a fost postum ridicat la rangul de împărat în 1899 de către Gojong, care a proclamat Imperiul coreean în 1897.
Tatăl lui Taejo, Yi Ja-chun, a fost un funcționar minor mongol dar etnia lui era coreeană. Taejo s-a alăturat armatei Goryeo și s-a ridicat în rândurile sale înainte de a apuca definitiv tronul în 1392. El a abdicat în 1398, în timpul unei lupte între fiii săi și a murit în 1408. 

## Contextul istoric al ascensiunii sale
Până în secolul al 14-lea, dinastia Goryeo în vârstă de 400 ani, stabilită prin Wang Geon în 918, se clatină, bazele prăbușirii sale  fiind anii de război și ocupație de facto a Imperiul Mongol. Legitimitatea Goryeo în sine a fost, de asemenea, o problemă din ce în ce mai contestată, astfel casa de guvernământ nu a reușit să guverneze regatul efectiv, dar a fost afectată de generații de căsătorii forțate cu membrii mongoli ai familiei imperiale a dinastiei Yuan și de rivalitatea între diferitele ramuri ale familiei regale (chiar mama regelui U a fost o persoană de rând cunoscută, conducând astfel la zvonuri că dispută descendența regelelui Gongmin).
În regat influenți aristocrați, generali și chiar prim-miniștri au luptat pentru favoarea regală și s-au luptat pentru dominație, care rezultă în diviziuni profunde între diverse facțiuni. Cu un număr tot mai mare de raiduri împotriva Goryeo, efectuate de pirații japonezi (WAKO) și invaziile turbanelor roșii din Coreea, cei care au ajuns să domine curtea regală au fost aristocrația Sinjin, cu mentalitate reformată, și aristocrația Gweonmun opusă, precum și generali care ar putea de fapt combate amenințările străine - și anume un general talentat pe nume Yi Seong-gye și rivalul său Choe Yeong. Odată cu creșterea dinastiei Ming sub un fost călugăr, Zhu Yuanzhang (Împăratul  Hongwu), forțele mongole au devenit mai vulnerabile. În anii 1350, Goryeo și-a recăpătat independența deplină față de dinastia Yuan, deși rămășițele Yuan au ocupat efectiv teritoriile nord-estice cu mari garnizoane de trupe.

## Cariera militara
General Yi Seong-gye a câștigat putere și respect în timpul anilor 1370 și începutul anilor 1380, împingând resturi mongole de pe peninsulă și, de asemenea, prin respingerea bine organizată a piraților japonezi într-o serie de angajamente de succes. El a fost, de asemenea, creditat cu dirijarea turbanelor roșii atunci când au făcut acțiunea lor în Peninsula Coreeană, ca parte din rebeliunea lor împotriva dinastiei Yuan. Ca urmare, în urma creșterii dinastiei Ming în timpul lui Zhu Yuanzhang, curtea regală din Goryeo era împărțită în două facțiuni concurente: grupul condus de generalul Yi (sprijinit de dinastia Ming) și tabăra condusă de rivalul său generalul Choe (cu sprijinul dinastiei Yuan).
Când un mesager Ming a venit în Goryeo în 1388 (al 14-lea an al domniei regele U) să solicite returnarea unei părți semnificative a teritoriului din nordul Goryeo, generalul Choe a profitat de ocazie și a jucat pe atmosfera predominantă anti-Ming, a argumentat pentru invazia în Peninsula Liaodong (Goryeo a pretins a fi succesorul vechiul regat Goguryeo, ca atare, restabilirea Manciuriei ca o parte a teritoriului coreean a fost un principiu al politicii sale externe a lungul istoriei sale).
Cu înverșunare Yi Seong-ge a fost ales să conducă invazia. Cu toate acestea, pe insula de pe râul Amrok, el a luat o decizie importantă, care a modificat cursul istoriei coreene. Primește sprijin atât de la oficiali de stat de rang înalt, populația generală, iar  cu descurajarea primita dinspre imperiu, în persoana împăratului Hongwu, el a decis să se revolte și se întoarce în capitala, Gaesong, pentru a asigura controlul guvernului. 

## Revoluția
Generalul Yi a dus armata de pe râul Yalu direct în capitală, forțele loiale regelui sunt înfrânte (condusă de generalul Choe, pe care a continuat să îl elimine) și l-a detronat cu forța pe regele U într-o lovitură de stat de facto, dar nu a urcat la tron imediat. În schimb, el a pus pe tron pe fiul regelui U lui, regele Chang.
Generalul Yi, acum cu puterea de necontestat din spatele tronului, a  forțat punerea pe tronul Goryeo unui rege numit Yo, acum Regele Gongyang (공양왕;恭讓王). După aplicarea indirect a înțelegerii sale cu privire la curtea regală prin împăratului marionetă Yi, el a continuat să se alieze cu aristocrați Sinjin, cum ar fi Jeong Do-Jeon și Jo Jun. În 1392 (al 4-lea an al regelui Gongyang), Yi l-a detronat pe regele Gongyang, l-a exilat la Wonju (unde el și familia sa au fost uciși în secret) și a urcat pe tron, punând astfel capăt Dinastiei Goryeo după 475 de ani de guvernare.
Unul dintre cele mai răspândite episoade care au avut loc imediat după căderea lui Goryeo a fost în 1392, când al cincilea fiu al lui Taejo, Yi Bang-won (mai târziu regele Taejong ), a organizat o petrecere pentru renumitul cărturar, poet și om de stat Jeong Mong-ju, care a refuzat să fie cucerit de Yi în ciuda numeroaselor corespondențe sub formă de poezii arhaice și a continuat să fie un susținător fidel al vechii dinastii și o figură de frunte în opoziția la pretenția lui Yi la tron. Jeong a fost venerat în tot Goryeo, chiar de Yi Bang-won însuși, dar a fost văzut ca fiind un obstacol și, ca atare, în ochii susținătorilor noii dinastii, a trebuit să fie înlăturat. După petrecere, în drum spre casă, Jeong a fost ucis de cinci bărbați pe Podul Seonjuk (선죽교; 善 竹 橋) în Gaeseong. Acest pod a devenit acum un monument național al Coreei de Nord, iar o pată maro pe una dintre pietre se spune că este o pată de sânge care devine roșie când plouă. 

## Domnie
Yi Seong-gye declarat o nouă dinastie în 1392-1393 sub numele de Joseon, revitalizând astfel o dinastie mai în vârstă, de asemenea, cunoscută sub numele de Joseon, care a fost fondată cu aproape patru mii de ani înainte, și redenumită țara "Regatul Marelui Joseon".  O realizare timpurie a noului monarh a fost îmbunătățit relațiile cu China și, într-adevăr, Joseon a avut originea în refuzul General Yi de a ataca China, ca răspuns la raidurile de bandiți chinezi.  La scurt timp după aderarea sa, noul monarh a trimis soli să informeze Curtea Ming că la Nanjing o schimbare dinastică a avut loc. 
Trimiși din Ryukyu Regatul au fost primite în 1392, 1394 și 1397. Siam trimis un reprezentant în 1393. În acest proces de stabilire a relațiilor externe nouă dinastie, a trimișilor au fost expediate în Japonia, caută re-stabilirea de relații amiabile. Misiunea a fost un succes; și Shogun Ashikaga Yoshimitsu a fost raportat că au fost impresionați favorabil de acest ambasadă inițială. 
În 1394, capitala a fost stabilită la Hanseong (Seul).  În cazul în care noua dinastie a fost promulgată și adus oficial în existență, Taejo adus problema care fiul ar fi succesorul lui. Deși cincilea fiu Taejo de către Regina Sineui, Yi Bang-won , a contribuit cel mai mult la sprijinirea creșterea tatălui său la putere, el nutrea o ură profundă împotriva a doi dintre aliați-cheie tatălui său în instanța de judecată, prim-ministru Jeong Do-Jeon și Nam Eun .
Ambele părți au fost pe deplin conștienți de animozitate reciprocă care a existat între ele și în mod constant simțit amenințat. Când a devenit clar că Yi Bang-won a fost succesorul cel mai vrednic la tron, Jeong Do-Jeon folosit influența sa asupra regelui să-l convingă că cel mai înțeleapta alegere ar fi în fiul pe care Taejo l-ar iubit cel mai mult, nu fiul pe care Taejo simțit a fost cel mai bun pentru regatul.
În 1392, al optulea fiu al regelui Taejo (al doilea fiu al reginei Sindeok), Marele Print  Uian (Yi Bang-seok) a fost numit Print regal, sau succesor la tron. După moartea subită a reginei, și în timp ce regele Taejo era încă în doliu pentru a doua sa soție, Jeong Do-Jeon conspira pentru a preveni uciderea lui  Yi Bang-won și a  frații săi pentru a asigura poziția sa.
În 1398, la auzul acestui plan, Yi Bang-a câștigat revoltat imediat și au percheziționat palatul, uciderea Jeong Do-Jeon, adepții săi, iar cei doi fii ai regretatului Regina Sindeok. Acest incident a devenit cunoscut ca Prima cearta de Princes. Îngrozit de faptul că fiii săi au fost dispuși să omoare unul pe altul pentru coroana, și psihologic epuizată de la moartea a doua sa soție, regele Taejo încoronat imediat al doilea fiu lui Yi Bang-GWA, mai târziu regele Jeongjong , în calitate de nou conducător. După aceea, regele Taejo retras la Hamhung Royal Villa .
În 1400, regele Jeongjong a investit pe fratele său Yi Bang-a câștigat ca moștenitor prezumtiv și voluntar abdicat. În același an, Yi Bang-won asumat tronul Joseon în cele din urmă ca Rege Taejong.
La zece ani după abdicarea lui, regele Taejo a murit pe 24 mai 1408 în Changdeok Palace . El a fost îngropat la mormântul Geonwonneung (건원릉,健元陵) în orașul Guri.

## Genealogie

### Familie
- Tata:[1] Yi Ja-chun[2] (이자춘, 1315-January 1361)[3]
- Mama: Lady Choe of the Yeongheung Choe clan (영흥 최씨, dates unknown)[3][4]
- Consoartele si urmasii:

1. Regina  Shin'ui din clanul Anbyeon Han (신의왕후 한씨,  September 1337 – 21 October 1391)[5][6]
  1. Yi Bang-woo, Marele Prinț Jinan (이방우 진안대군, 1354-15 ianuarie 1394), 1st son[7]
  2. Yi Bang-gwa, Marele Prinț Yeongan (이방과 영안대군), al doilea fiu - Jeongjong de Joseon
  3. Yi Bang-ui, Marele Prinț Ikan (이방의 익안대군, 1360-1404), al treilea fiu
  4. Yi Bang-gan, Marele Prinț Hoean (이방간 회안대군, 1364-1421), al patrulea fiu
  5. Yi Bang-won, Marele Print Jeong'an  (이방원 정안대군), al cincilea fiu - Taejong de Joseon
  6. Yi Bang-yeon, Marele Prinț Deokan (이방연 덕안대군, dates unknown), al saselea fiu
  7. Prințesa Gyeongshin (경신공주, ?-29 aprilie 1426), prima fiica[8]
  8. Prințesa Gyeongseon (경선공주, dates unknown), a doua fiica[9]
2. Regina Shindeok din clanul Goksan Kang  (신덕왕후 강씨, 12 iulie 1356 – 15 septembrie 1396)[10][11][12]
  1. Yi Bang-beon, Marele Prinț Muan [13] (이방번 무안대군, 1381-6 octombrie 1398[14]), 6th son
  2. Yi Bang-seok, Marele Prinț Uian[13] (이방석 의안대군, 1382-6 octombrie 1398[14]), 7th son
  3. Prințesa Gyeongsun (경순공주, ?–8 septembrie 1407), 3rd daur[15][16]
3. Consoarta Seong din clanulWonju Won [17] (성비 원씨, d. 12 ianuarie 1450)[18]
4. Doamna Jeonggyeong din clanul Yu [19] (정경궁주 유씨, dates unknown)[20]
5. Chiljeomseon, Prințesa Hwaui din clanul Kim[21] (칠점선 김씨 화의옹주, ?-1428)
  1. Prințesa Sukshin (숙신옹주, d. -1453), a patra fiică
6. Doamna Ju Chandeok[22] (찬덕 주씨)
  1. Princețesa Uiryeong (의령옹주, ?-1466), a  cincea fiică

## Numele Postum
- King Taejo Jiin Gyewun Seongmun Shinmu the Great of Joseon[23]
  - 태조지인계운성문신무대왕
  - 太祖至仁啓運聖文神武大王
- King Taejo Kangheon Jiin Gyewun Seongmun Shinmu the Great of Joseon[24]
  - 태조강헌지인계운성문신무대왕
  - 太祖康獻至仁啓運聖文神武大王
- Emperor Taejo Jiin Gyewun Eungcheon Jotong Gwanghun Yeongmyeong Seongmun Shinmu Jeong'ui Gwangdeok Go of the Empire[25]
  - 태조지인계운응천조통광훈영명성문신무정의광덕고황제
  - 太祖至仁啓運應天肇統廣勳永命聖文神武正義光德高皇帝

## Referinte
- Byonghyon, Choi (2014). The Annals of King T'aejo: Founder of Korea's Chosŏn Dynasty. Cambridge, MA: Harvard University Press. ISBN 978-0-674-28130-1.
- Goodrich, Luther Carrington and Zhaoying Fang. (1976). Dictionary of Ming biography, 1368-1644 (明代名人傳), Vol. I; Dictionary of Ming biography, 1368-1644 (明代名人傳), Vol. II.  New York: Columbia University Press. 10-ISBN 0231038011/13-ISBN 9780231038010; 10-ISBN 023103833X/13-ISBN 9780231038331; OCLC 1622199
- Hussain, Tariq. (2006). Diamond Dilemma: Shaping Korea for the 21st Century. (다이아몬드딜레마). Seoul: Random House. 10-1-430-30641-6/13-ISBN 978-1-430-30641-2; OCLC 180102797 en ; OCLC 67712109 ko
- Kang, Jae-eun and Suzanne Lee. (2006). The Land of Scholars : Two Thousand Years of Korean Confucianism. Paramus, New Jersey: Homa & Sekey Books. 10-ISBN 1-931-90737-4/13-ISBN 978-1-931-90737-8; OCLC 60931394
- Titsingh, Isaac, ed. (1834). Nipon o daï itsi ran; ou, Annales des empereurs du Japon. (compiled by Hayashi Gahō in 1652). Paris: Oriental Translation Fund of Great Britain and Ireland. OCLC 251800045 fr